# Tornado Mountain
Tornado Mountain är ett berg i Kanada.   Det ligger i provinsen Alberta, i den södra delen av landet, 2 900 km väster om huvudstaden Ottawa. Toppen på Tornado Mountain är 3 099 meter över havet.
Terrängen runt Tornado Mountain är kuperad åt nordost, men åt sydväst är den bergig. Tornado Mountain är den högsta punkten i trakten. Trakten runt Tornado Mountain är nära nog obefolkad, med mindre än två invånare per kvadratkilometer.. Närmaste större samhälle är Elkford, 19,1 km nordväst om Tornado Mountain.
Trakten runt Tornado Mountain består i huvudsak av gräsmarker.